# Joanna II z Nawarry
Joanna II Mała (ur. 28 stycznia 1311, zm. 6 października 1349) – królowa Nawarry 1328–1349, hrabina Angoulême, Mortain i Longueville, z dynastii Kapetyngów.
Jedyna córka króla Francji Ludwika X Kłótliwego i Małgorzaty Burgundzkiej – córki księcia Burgundii, Roberta II.
W 1316 roku, po śmierci ojca i przyrodniego brata Jana I, królów Francji i Nawarry, odmówiono jej prawa do sukcesji tronu Francji z powodu podejrzeń o nieprawe pochodzenie (skandal w wieży Nesle). Jej stryjowie Filip V i Karol IV odebrali również niepełnoletniej jeszcze dziewczynie prawa do korony Nawarry, którą jednak wcześniej nosiły również kobiety (Joanna I z Nawarry). Powoływali się na prawo salickie, pochodzące jeszcze z czasów plemiennych. Ich pokrętna interpretacja prowadziła do wniosku, że kobieta nie może dziedziczyć tronu. Powoływał się na nie wpierw Filip V, a potem w 1328 jeszcze raz Filip VI.
Mimo to w 1328 Joanna została królową Nawarry po zawarciu ugody z nowym władcą Francji – Filipem VI, który nie był potomkiem królów Nawarry – w zamian za zrzeczenie się praw do tronu francuskiego.
Rządziła jako królowa w latach 1328–1349, do 1343 wraz ze swoim mężem – Filipem III, hrabią d'Évreux. Na mocy traktatu zrzekła się swoich praw do korony Francji oraz posiadłości jej prababki w Brie i Szampanii, które stały się królewską domeną. W ramach rekompensaty, otrzymała hrabstwa Angoulême, Mortain oraz kawałek Cotentin. Później, zamieniła Angoulême na trzy posiadłości w Vexin: Pontoise, Beaumont-sur-Oise i Asniere-sur-Oise.
Mąż Joanny – hrabia Évreux – Filip III, był potomkiem młodszej gałęzi Kapetyngów pochodzącej od hrabiego Ludwika Francuskiego, najmłodszego syna króla Francji Filipa III Śmiałego. To za jego sprawą, kolejni królowie Nawarry dziedziczyli lenna w Normandii. Wraz z normandzkimi zdobyczami Joanny i jej prawami w Szampanii, cała rodzina posiadała rozległe tereny w północnej Francji.

## Dzieci Joanny II i Filipa III
- Maria (1329/30–1347), pierwsza żona Piotra IV Aragońskiego (1319–1387),
- Blanka (1331–1398), druga żona Filipa VI Walezjusza (1293–1350),
- Karol II, król Nawarry (1332–1387),
- Agnieszka (1334–1396), żona Gaston III, hrabiego Foix (1331–1391),
- Filip, hrabia Longueville (1336–1363), mąż Jolandy Dampierre (1331–1395),
- Joanna (1338–1387), zakonnica w Longchamps,
- Joanna (1339–1403), żona Jana I, wicehrabiego Rohan (zm. 1395),
- Ludwik, hrabia Beaumont-le-Roger (1341–1372), mąż Marii z Lizarazu, a później Joanny z Durazzo.